# Dan Haggerty

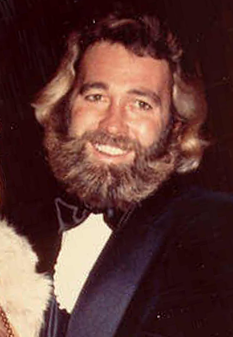
Dan Haggerty (1978)

Daniel Francis „Dan“ Haggerty (* 19. November 1941 in Pound, Wisconsin; † 15. Januar 2016 in Burbank, Kalifornien) war ein US-amerikanischer Schauspieler, der vor allem durch die Hauptrolle des bärtigen Einsiedlers James „Grizzly“ Adams in der Fernsehserie Der Mann in den Bergen bekannt wurde.
Dan Haggerty hatte zu Beginn seiner Schauspielkarriere Rollen in Muscle Beach Party und im Elvis-Presley-Film Kurven-Lily. Er arbeitete als Tiertrainer und Stuntman unter anderem in Ron Elys Fernsehserie Tarzan.
Haggerty war zweimal verheiratet und hatte fünf Kinder. Er starb im Alter von 74 Jahren an Krebs.

## Filmografie (Auswahl)
- 1964: Muscle Beach Party
- 1965: Kurven-Lily (Girl Happy)
- 1969: Easy Rider
- 1970: Die Rocker von der Boston Street (Angels Die Hard)
- 1972: Bury Me an Angel
- 1974: Wenn der Nordwind bläst (When the North Wind Blows)
- 1977–1978: Der Mann in den Bergen (The Life and Times of Grizzly Adams, Fernsehserie, 37 Folgen)
- 1978: Die Kalte Hand des Schicksals (Desperate Women, Fernsehfilm)
- 1978: Terror aus den Wolken – Killer Bienen 2 (Terror Out of the Sky, Fernsehfilm)
- 1981: Helden der Straße (King of the Mountain)
- 1981: Drei Engel für Charlie (Charlie’s Angels, Fernsehserie, Folge: Waikiki Angels)
- 1983: Love Boat (Soap-Fernsehserie, Folge: Weltmeister im Küssen)
- 1986: Entführt und gepeinigt (Abducted)
- 1988: Night Wars – Tödliche Träume (Night Wars)
- 1989: Hoffnung auf Eis (The Chilling)
- 1989: Elves
- 1990: Repo Jake
- 1991: Abenteuer in den Rocky Mountains (Spirit of the Eagle)
- 1994: Entführt und gepeinigt 2 – Ferien des Grauens (Abducted II: The Reunion)
- 1994: Die Krieger der Cheyenne
- 1995: Die Abenteuer des kleinen Kriegers (The Little Patriot)
- 1997: Grizzly Mountain
- 1999: Der Gestiefelte Kater (Puss in Boots, Stimme)
- 2000: Grizzly Mountain – Flucht in die Vergangenheit (Escape to Grizzly Mountain)
- 2007: Big Stan
- 2013: Axe Giant – Die Rache des Paul Bunyan (Axe Giant – The Wrath of Paul Bunyan)